# Quecksilbertropfelektrode

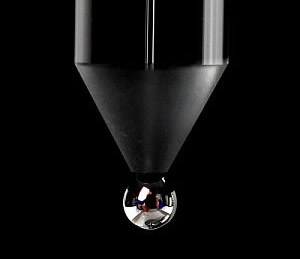
Bild einer Quecksilbertropfelektrode

Ein großes Problem der Voltammetrie stellt die Elektrodenverunreinigung bei festen Elektrodenmaterialien wie Platin, Gold und Kohlenstoff dar. Gelöst werden kann dieses Problem mit Hilfe der Polarografie, einer voltammetrischen Methode, bei der als Arbeitselektrode eine Quecksilbertropfelektrode verwendet wird. Dabei wird die Oberfläche der Elektrode kontinuierlich erneuert, indem sich Quecksilbertropfen am Ende einer Kapillare (Durchmesser 50… 100 µm) bilden, die laufend abfallen. Die daraus resultierende sich zyklisch ändernde Oberfläche der Elektrode verursacht Oszillationen im klassischen Gleichstrom-Polarogramm. Die Frequenz des Tropfenfalls lässt sich durch die Höhe eines Quecksilbervorratsgefäßes oder pneumatisch steuern. Die Quecksilbertropfelektrode war schon lange vor Heyrovský, dem Erfinder der Polarografie, bekannt (z. B. durch James Moser und durch Julius Miesler) Er kam allerdings als erster auf die Idee, den Elektrolysestrom zu messen, der durch diese Elektrode während der Polarisation fließt.